# The Tulsa Kid
Pour plus de détails, voir Fiche technique et Distribution.
The Tulsa Kid est un film américain réalisé par George Sherman, sorti en 1940.

## Fiche technique
- Titre : The Tulsa Kid
- Réalisation : George Sherman
- Scénario : Oliver Drake et Anthony Coldeway
- Photographie : John MacBurnie
- Pays de production : États-Unis
- Format : Noir et blanc - 1,37:1
- Genre : western
- Date de sortie : 1940

## Distribution
- Donald Barry : Tom Benton alias Tulsa Kid
- Noah Beery : Montana Smith
- Luana Walters : Mary Wallace
- David Durand : Bob Wallace
- George Douglas (en) : Dirk Saunders
- Ethan Laidlaw (en) : Nick Carson
- Stanley Blystone : Sam Ellis
- John Elliott : Juge Perkins
- Jack Kirk (en) : Shériff Austin
- Fred Toones : Snowflake